# Ana, la de Ingleside
Ana la de Ingleside es una novela juvenil escrita por la autora canadiense Lucy Maud Montgomery, publicada por primera vez en 1915.
Pertenece a la serie de libros de Ana de las Tejas Verdes, que relata la vida de una huérfana adoptada por una pareja de hermanos solterones que viven en una granja, en un pequeño pueblecito en la Isla del Príncipe Eduardo, en la costa de Canadá.
La novela es el sexto libro de la serie, sin embargo fue el último que se publicó.

## Argumento
La historia comienza unos seis años después del final del quinto libro, Ana y la Casa de sus Sueños, cuando Ana está haciendo una visita a Avonlea. Al volver a Ingleside, la que es ahora su casa, Ana nos presenta a sus cinco hijos: James Matthew 'Jem' el mayor de todos, que ahora tiene ocho años y al que ya conocimos al final del anterior libro, Walter un año menos y con una imaginación desbordante heredada de la propia Ana, Ana 'Nan' y Diana 'Di', dos mellizas de cuatro años que no se parecen en nada, y a Shirley el hijo menor de Ana y Gilbert y el favorito de Susan Baker, el ama de llaves de Ingleside.
Al principio de la novela, toda la familia tendrá que soportar la desagradable e interminable visita de una tía de Gilbert, que siempre critica todo y a todos y que no parece dispuesta a volver a su propia casa.
Es también al principio del libro cuando nace el último retoño de Ana y Gilbert, Bertha Marilla Blythe, llamada por todos Rilla.
Ana la de Ingleside, es un libro lleno de las aventuras y travesuras de los hijos de Ana y eventualmente de las historias de la propia Ana, quien pese a ser una mujer adulta, en el fondo siempre seguirá siendo la misma pelirroja alegre y llena de imaginación, que fue adoptada en Tejas Verdes.
- Datos: Q2562708